# Tubeufia brevispina
Tubeufia brevispina är en svampart som först beskrevs av M.E. Barr & Rogerson, och fick sitt nu gällande namn av J.L. Crane, Shearer & M.E. Barr 1998. Tubeufia brevispina ingår i släktet Tubeufia och familjen Tubeufiaceae.   Inga underarter finns listade i Catalogue of Life.